# Unione Sportiva Mestrina 1948-1949
Questa voce raccoglie le informazioni riguardanti l'Unione Sportiva Mestrina nelle competizioni ufficiali della stagione 1948-1949.

## Rosa
| N. |                   | Ruolo | Calciatore           |
| -- | ----------------- | ----- | -------------------- |
|    | Italia (bandiera) | C     | Luigi Bares          |
|    | Italia (bandiera) | D     | Elio Borsetto        |
|    | Italia (bandiera) | C     | Vito Caon            |
|    | Italia (bandiera) | A     | Silvano Dalle Vacche |
|    | Italia (bandiera) | C     | Stelio Darin         |
|    | Italia (bandiera) | C     | L. Di Franco         |
|    | Italia (bandiera) | A     | N. Farinea           |
|    | Italia (bandiera) | A     | R. Lombardi          |

| N. |                   | Ruolo | Calciatore      |
| -- | ----------------- | ----- | --------------- |
|    | Italia (bandiera) | P     | E. Marastoni    |
|    | Italia (bandiera) | D     | I. Niero        |
|    | Italia (bandiera) | A     | G. Ongaro       |
|    | Italia (bandiera) | C     | R. Pegorer      |
|    | Italia (bandiera) | A     | G. Perissinotto |
|    | Italia (bandiera) | C     | M. Schiavon     |
|    | Italia (bandiera) | A     | O. Tommasi      |
|    | Italia (bandiera) | A     | Turchetto       |